# 新亞歷山德羅夫斯克區

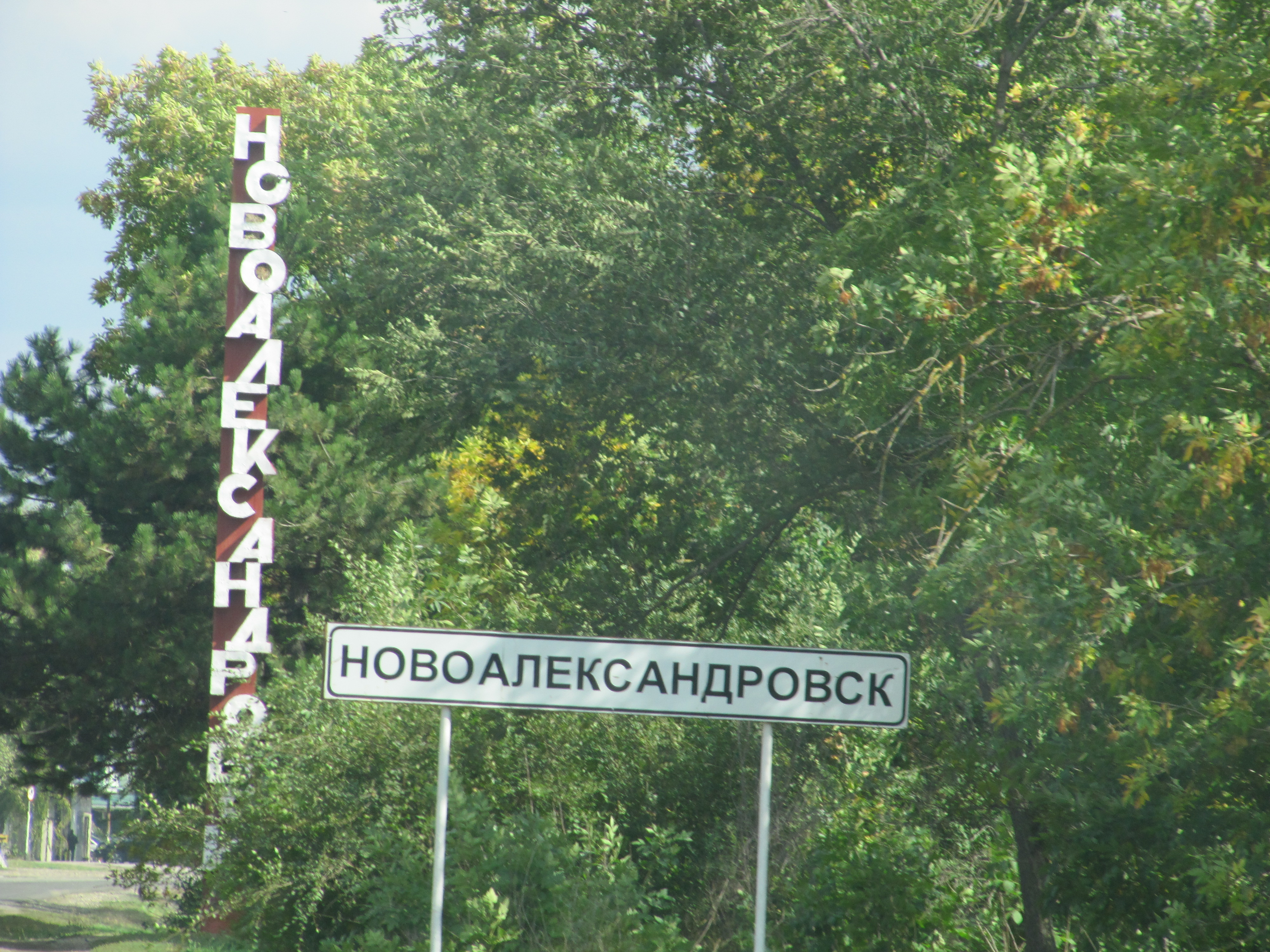

45°30′N 41°13′E / 45.500°N 41.217°E
新亞歷山德羅夫斯克區（俄语：Новоалександровский район），是俄羅斯的一個區，位於該國西南部，由斯塔夫羅波爾邊疆區負責管轄，面積2,015平方公里，2010年人口65,477，人口密度每平方公里32.49人。